# Mała Polanka Małołącka
Mała Polanka Małołącka lub po prostu Mała Polanka – polana w Tatrach Zachodnich. Znajduje się na spłaszczeniu dolnej części grzbietu Grzybowca, przy Ścieżce nad Reglami, na wysokości 1200–1240 m n.p.m. Jest stosunkowo równa i ma dość dobry porost trawy. Dawniej była koszona, wchodziła w skład Hali Mała Łąka.
Z rzadkich w Polsce gatunków roślin stwierdzono występowanie złoci małej.

## Szlaki turystyczne
Ścieżka nad Reglami, odcinek z Polany Strążyskiej przez Przełęcz w Grzybowcu na Wielką Polanę Małołącką.

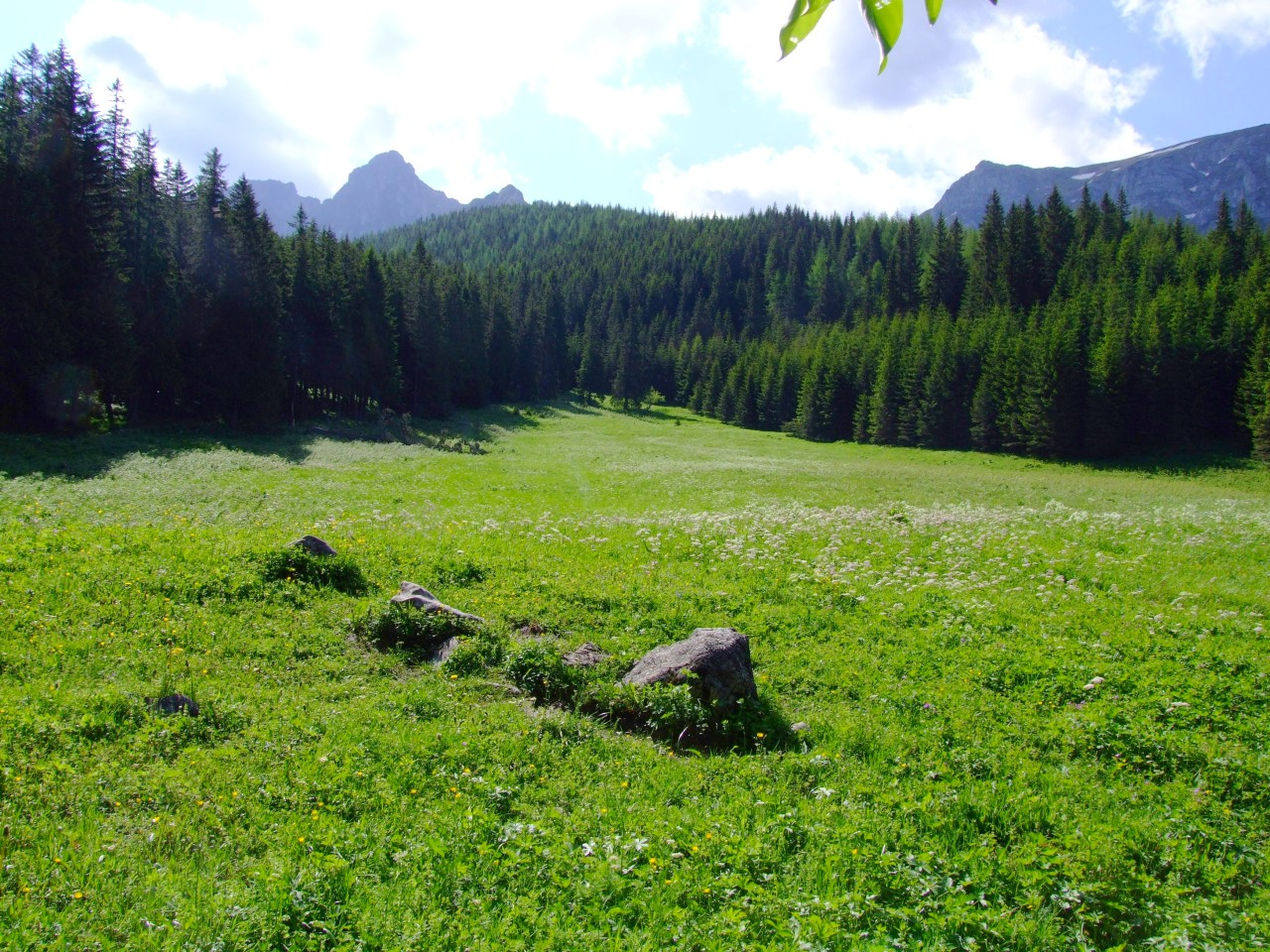